# 18-я Словенская ударная Базовицкая бригада
18-я Словенская ударная Базовицкая бригада (сербохорв. 18. словеначка ударна Базовичка народноослободилачка бригада/18. slovenačka udarna Bazovička narodnooslobodilačka brigada, словен. 18. slovenska udarna narodnoosvobodilna brigada «Bazoviška») — воинское тактическое формирование Народно-освободительной армии Югославии (НОАЮ), действовавшее на территории Словенского Приморья в годы Второй мировой войны. В составе бригады действовала с октября 1943 года так называемая «русская» рота, а с начала 1944 года и до момента расформирования в мае 1945 года — 2-й «русский» батальон под командованием А. И. Дьяченко, ставший впоследствии в НОАЮ самым крупным и известным боевым подразделением, состоящим из советских граждан.

## История
Бригада была сформирована 1 октября 1943 года в долине реки Соча на территории так называемой «Кобаридской республики». При формировании получила первоначально название 2-й Сочской  бригады (словен. 2. soška brigada). В состав бригады вошли 1-й батальон 17-й Словенской бригады, батальон имени Андрея Манфреда, а также новобранцы-добровольцы — всего около 950—1000 человек, объединённых в 5 батальонов. Командиром был назначен Франц Огрин, политкомиссаром — Франц Чрнугель-Зорко, заместителем комбрига — Франьо Бавец-Бранко. 
Новое соединение вначале подчинялось оперативному штабу Сочских бригад, а 10 октября вошло в состав вновь созданной Горицкой дивизии (17 октября дивизия получила номер 27, в конце декабря — 32, а в конце января 1944 года — 30). 17 октября 1943 года 2-я Сочская бригада была переименована в 18-ю Словенскую бригаду. В составе 30-й Словенской дивизии бригада входила в структуру 9-го Словенского корпуса НОАЮ до дня её расформирования.
18-я Словенская Базовицкая бригада была одним из основных соединений 9-го корпуса и вела активные боевые действия на территории Словенского Приморья, Венецианской Словении и Гореньски, совершала нападения на гарнизоны, укреплённые пункты, военные колонны и коммуникационные линии противника. Свой боевой путь бригада завершила в освобождёном Триесте.
За период боевых действий бригада прошла около 2000 километров. Согласно сохранившимся документам, она с боями овладела 15 опорными пунктами противника и 10 частично уничтожила. Потери противника в боях с бригадой составили 4196 человек убитых, 1736 — раненых, 610 пленных. В засадах и боевых столкновениях бригада уничтожила 4 танка, 9 бронеавтомобилей, 57 грузовиков, 19 железнодорожных локомотивов, 75 вагонов, 8 железнодорожных мостов и 6 автомобильных, а также 1680 м железнодорожного полотна.
Почётное наименование «ударная» было присвоено бригаде приказом Главного штаба Народно-освободительной армии и партизанских отрядов Словении от 24 апреля 1944 года. Этим же приказом бригаде было присвоено почётное наименование Базовицкая в честь четырёх погибших героев-антифашистов из населённого пункта Базовица.
За годы войны через бригаду прошло более двух тысяч человек. По неполным данным погибли 393 бойца, 749 были ранены, более 30 человек пропали без вести. Почти половина безвозвратных потерь бригады приходится на 2-й «русский» батальон (175 человек погибли, 39 пропали без вести).
18-я Словенская ударная бригада была расформирована 3 мая 1945 года в городе Триест.